# Sebastian Jezierzański
Sebastian Jezierzański (9 de julio de 1991) es un deportista polaco que compite en lucha libre. Ganó dos medallas de bronce en el Campeonato Europeo de Lucha, en los años 2022 y 2023, en la categoría de 86 kg.

## Palmarés internacional
| Campeonato Europeo | Campeonato Europeo | Campeonato Europeo | Campeonato Europeo |
| Año                | Lugar              | Medalla            | Categoría          |
| ------------------ | ------------------ | ------------------ | ------------------ |
| 2022               | Budapest (Hungría) | Medalla de bronce  | 86 kg              |
| 2023               | Zagreb (Croacia)   | Medalla de bronce  | 86 kg              |